# ギャロン系諸言語
ギャロン系諸言語（ギャロンけいしょげんご、英: rGyalrongic languages, Gyalrongic languages, 中: 嘉戎語組）は、中国・四川省北西部(アバ・チベット族チャン族自治州、カンゼ・チベット族自治州)に居住するギャロン人（ギャロン・チベット族）の言語である。
ギャロン系諸言語は、東ギャロン系諸言語（スートゥ語、ジャプク語、ツォプドゥン語、ズブ語）、及び西ギャロン系諸言語（ホルパ諸語、トスキャプ語）に二分される。西ギャロン系諸言語には、消滅した言語である西夏語も含まれる。

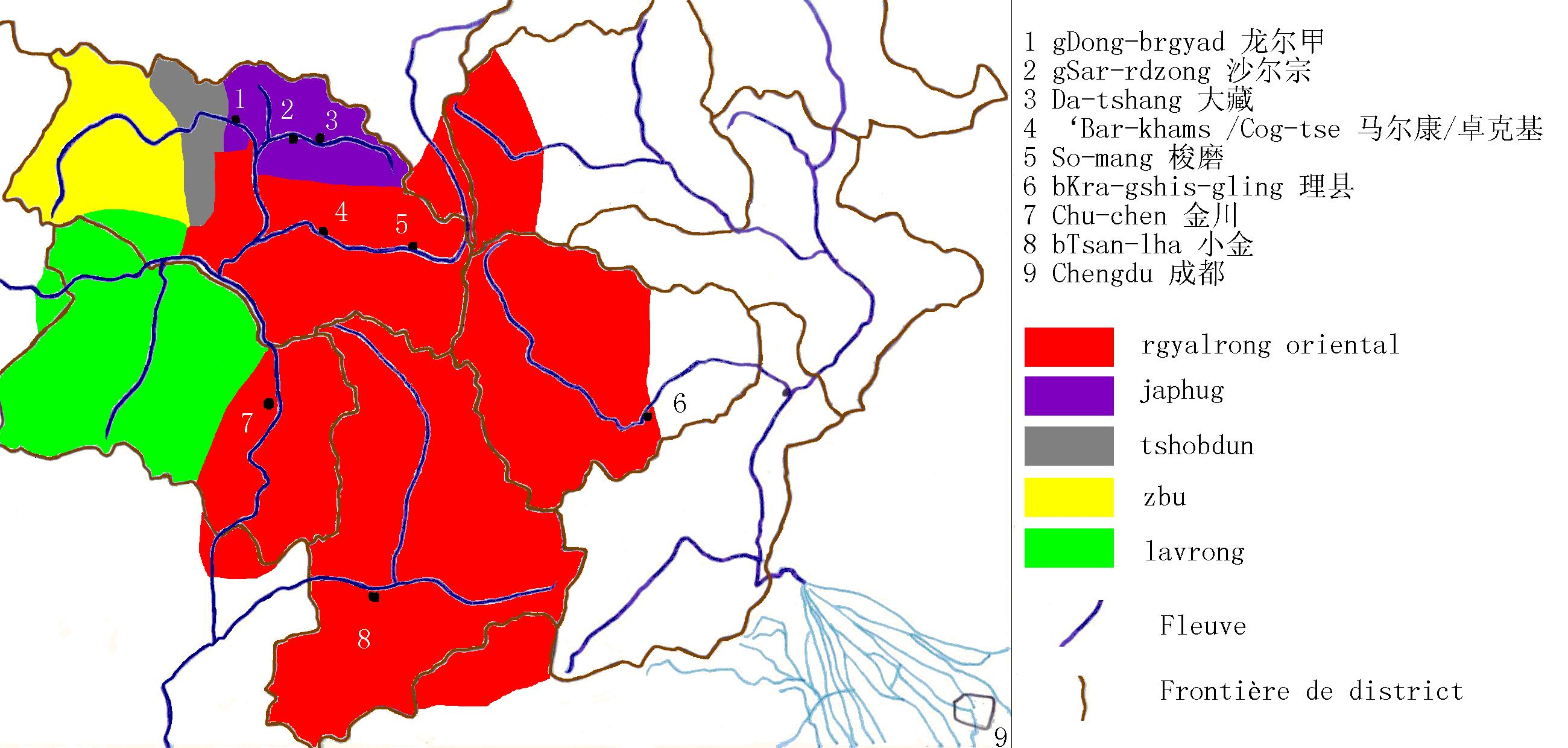
四川省内におけるギャロン系言語の分布を示した地図

これらの言語は系統分類上、トランス・ヒマラヤ語族（シナ・チベット語族）のチアン語群（羌語支）に属するとされる。一方、中国の民族識別工作において、ギャロン系諸言語の話者は、チャン族（羌族）でなく、チベット族に分類されている。
トランス・ヒマラヤ語族の中でも、ギャロン系諸言語は、ネパール東部のキランティ諸語と並んで、特に複雑な形態論を持つ。動詞には接頭辞や接尾辞、母音交替等により人称、TAME（時制、相、法、証拠性）、態、証拠性、動作の方向、連合動作などが示される。例えば、ジャプク語の動詞においては、屈折接辞として、最大で6つの接頭辞、4つの接尾辞が現れる。これに加えて、態の交替や品詞転換を行う派生接辞も現れる。
a-
irr-
mɤ-
NEG-
ɣɯ-
cisl-
nɯ-
PFV-
tɯ́-
2-
wɣ−
inv-
z-
CAUS-
nɤ-
denom-
re
笑い
「彼に君を笑わさせてしまわないで。」
ɯmɤ-
PROB-
pɯ−
AOR-
kɯ−
PEG-
mto
見る
-t
-PAST:tr
-a
-1
-ndʑi
-du
-ci
-PEG
「私、あの二人を見たことあるっぽい。」

## 名称
台湾の言語学者孫天心が提唱した「ギャロン系諸言語」（rGyalrongic languages）は、狭義のギャロン語諸「方言」に加えて、スタウ諸語やトスキャプ語を含む言語群である。
言語名ないし民族名としての「ギャロン」は、チベット語による他称であり、ギャロン人の自称はkəruʔ（及びその同根語）である。チベットにおいて「ギャロン」は元来、現在の四川省北西部を指す地名であった。
チベット語の「ギャロン」に相当する呼称として、表記にラテン文字を使用する英語のような言語では、Rgyalrong, rGyalrong, Gyalrong, Jiarong等が用いられる。中国語でも、「ギャロン」の音写である「嘉絨」ないし「嘉戎」を用いる。

### 地名「ギャロン」の由来と歴史
「ギャロン」は、チベット語の「ギャルモ・ツァワロン」の略称である。これはギャロン人が暮らす、四川省北西部アバ・チベット族チャン族自治州の馬爾康市、汶川県、壌塘県、理県、金川県、小金県、黒水県、阿壩県、カンゼ・チベット族自治州の丹巴県、道孚県、炉霍県、新竜県、及び雅安市宝興県などの地域を指す。

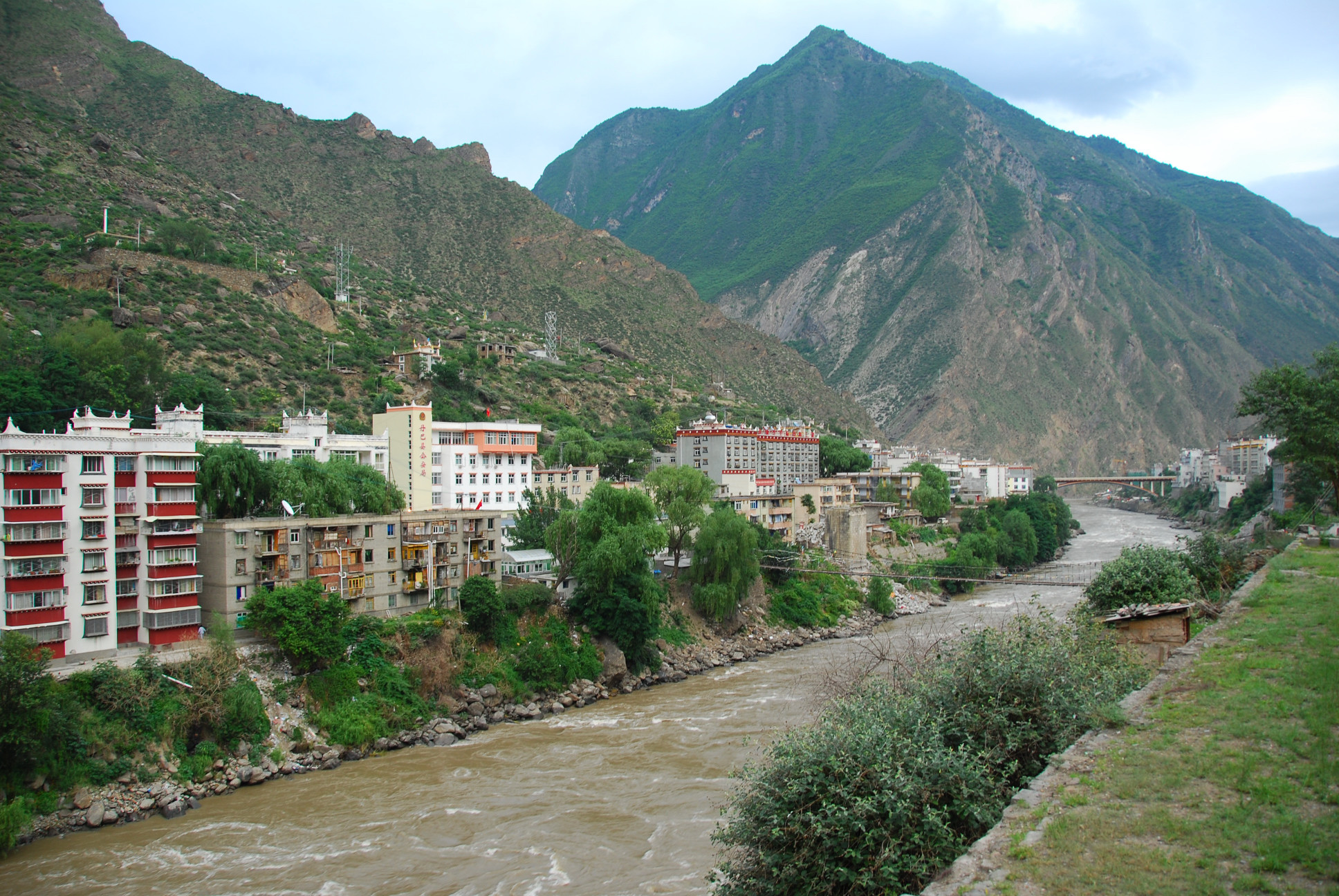
ギャルモ・ムドの位置する丹巴県の風景

王建民とツェンラ・ンガワン・ツルティム（bo:བཙན་ལྷ་ངག་དབང་ཚུལ་ཁྲིམས）によると、ギャルモ・ツァワロンの「ギャルモ」は、現在の丹巴県に位置する「ギャルモ・ムド」に由来するという。ギャルモ・ムドは、ギャロン人の守護神が座す山とされる。また、フランスの言語学者ギョーム・ジャック（中国語名：向柏霖）によると、「ギャルモ」は、この地域を流れる「ギャルモ・ニュルチュ」とも関係があるという。
ギャロンにまつわる最古の歴史的事象は、ティソン・デツェン治世下の古代チベット（西暦755-797年）で行われたヴァイローツァナの流刑である。ティソン・デツェンに仕えた僧侶ヴァイローツァナは、仏教に批判的なチベット内勢力の策略により、ギャロンへ追放されたという。その後、明代から清代にかけてのギャロンは、土司制度に組み込まれた。ギャロン人の土司は、チベット語で「ギャルポ」と呼ばれる。一部の地域では、土司による支配が、中華人民共和国によるチベット併合（1951年）の直後まで続いた。
現代の中国において、ギャロン人は「チベット族」（藏族）に分類され、ギャロン人の居住地域は「嘉絨藏区」と呼ばれる。

### 「ギャロン」の表記と発音
元来チベット文字でརྒྱལ་རོངと表記される「ギャロン」は、ラテン文字において、Rgyalrong, rGyalrong, Gyalrong, Jiarong等、様々な綴りで転写される。
「ギャロン系諸言語」を提唱した孫天心は、「ギャロン」をrGyalrongとラテン文字転写している。ここでは、རྒྱལ（ワイリー方式：rgyal）の基字ག（ga）に対応する子音字が大文字化されている。rGyalrongicという言語群の名称は、རྒྱལ་རོངをワイリー方式で翻字したrGyalrongに、英語の接尾辞-icを付けたものである。
「ギャロン」は単に語頭のrを大文字にしてRgyalrongと翻字される場合もある。Jacques & Michaud (2011) では、ギャロン系諸言語をRgyalrongic languagesと称している。
Gates (2012) は、rGyalrongicという語の発音を、国際音声記号で[ˈrɟæˌroŋɪk]と表記している。現代ラサ・チベット語において、上接字のར（r-）は語頭において黙字となるが、チベット系諸言語の古形を残すアムド・チベット語やラダック語等では発音される。上接字ར（r-）は、チベット語からギャロン系諸言語への借用語でも発音される。
しかしながら、Glottologの編集に携わったドイツの言語学者マーティン・ハスペルマートは、rGyalrongのような語は英語話者にとって発音が極めて困難であり、英語における言語名としては相応しくないと指摘している。このため、ギャロン系諸言語はGlottologにおいてGyalrongicと表記されている。Gates (2021)やJacques (2021)といった英語文献でも、rGyalrongic, Rgyalrongicという表記は、Gyalrongicに置き換えられている。
その他、「ギャロン」のラテン文字表記としては、Jiarongがある。「ギャロン」の漢字表記である「嘉絨」ないし「嘉戎」の普通話における発音は、いずれもjiā róngとなる。中国の史書『隋書』附国伝では「嘉良」、『新唐書』では「嘉梁」が、「ギャロン」の転写として使用されている。孫天心は、自らが提唱したrGyalrongic languagesの中国語訳として、「嘉戎語組」を用いている。
フランス語文献では、rgyalronguiqueないしgyalronguiqueが、英語のrGyalrongic, Rgyalrongic, Gyalrongicに相当する術語として使用されている。

### ギャロン人の自称
チベット語由来の「ギャロン」と、ギャロン人の自称であるkəruʔとの間に、語源的な繋がりはない。中国の史書『旧唐書』東女国伝に現れる「哥邻」は、ギャロン人の自称を転写したものとされる。ギャロン語のkəruʔは元来、チベット人を表すpot、漢人を表す kəpaʔと対立する概念であったが、現在ではチベット人全般を指す語として使用されている。
また、ギャロン系諸言語の話者の間では、チベット語のརོང་པ rong pa「農民」に由来する自称も広く使用されてきた。

## 系統と分類

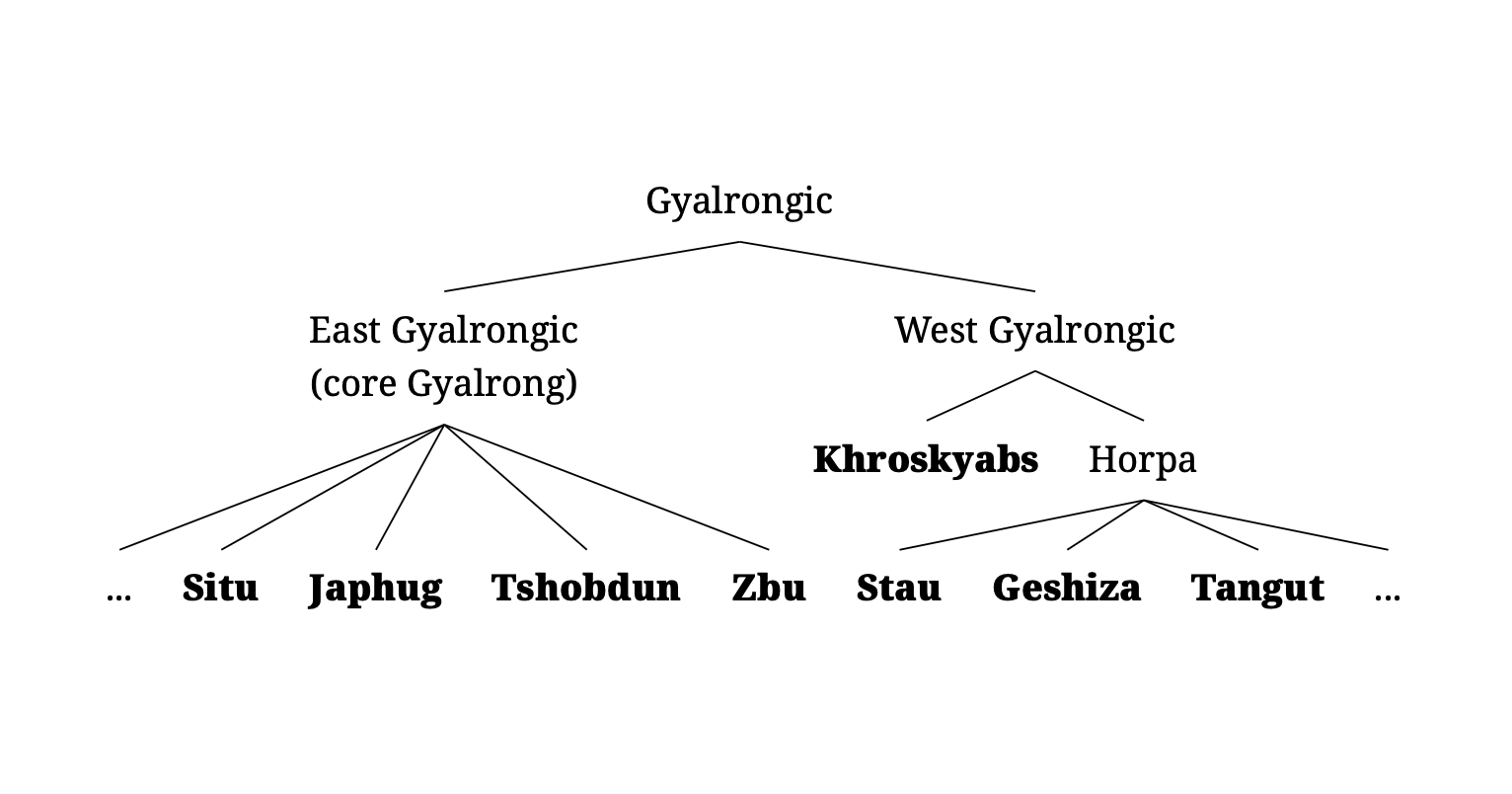
ギャロン系諸言語の系統樹

孫天心によると、相互理解可能性の観点から、ギャロン系諸言語は少なくとも以下の6つに分類される。同じ言語が文献によって、異なる名称で言及されている点に注意する必要がある。
- スートゥ語（英語版）（英語：Situ、チベット語：ཚ་བ་ཁ་བཞི tsha ba kha bzhi、中国語：四土話/四土话）
  - 推計話者数(2010年)：35000人~45000人[52]
  - 「四土」（漢語拼音：sìtǔ）という名称は、バルカム[注 11]一帯を支配した4つの土司（ツォクツェ（中国語版）[注 12]・ソマン（中国語版）[注 13]・ゾンガク（中国語版）[注 14]・ダムパ（中国語版）[注 15]の4土司[53]、あるいはツォクツェ・ソマン・キョムキョ（中国語版）[注 16]・ダクバル（中国語版）[注 17]の4土司[25]）に由来する[54]。
  - ギャロン系諸言語の中で最も広範な地域で話される[53]。
- ジャプク語（Japhug、Chabao、ཇ་ཕུག ja phug、茶堡 chá bǎo[注 18]）
  - 推計話者数(2010年)：4000人~5000人[55]
  - バルカム市北東部に位置するドンギェー（中国語版）[注 19]、サルゾン（中国語版）[注 20]、ダツァン（中国語版）[注 21]の3郷で話される[53][40]。
- ストゥパ語（Sidaba、སྟོད་པ stod pa、四大壩/四大坝 sì dà bà）
  - 推計話者数(2010年)：3000人（ツォプドゥン語（英語版））[56]、6000人強（ズブ語（英語版））[56]
  - バルカム市北西部に位置するツォプドゥン（中国語版）[注 22]、カンサル（中国語版）[注 23]、ズブ（中国語版）[注 24]の3郷で話される[53][27]。
- スタウ語（英語版）（Stau、Horpa、Ergong、རྟའུ rta’u、ཧོར་པ hor pa、道孚 dàofú、霍爾巴/霍尔巴 huò ěr bā、爾龔/尔龚 ěr gōng）
  - 丹巴県北西部、及び道孚県中部で話される。「ホルパ語」や「アルゴン語」（爾龔語）という名称も用いられているが、とりわけ「アルゴン語」は侮蔑的なニュアンスを帯びるため使用は推奨されない[57][58]。なお、「スタウ」は、チベット語の地名རྟའུ（rta’u = 道孚）[注 25]に由来する。「ホルパ」はチベット語において、カンゼ、とりわけ現在の道孚県と炉霍県の住民を指す[59]。「アルゴン」は「牛の言語」を意味する（ゲシツァ語ではrgo-skæ）[60]。
  - Jacques et al. (2017)は、道孚県のスタウ語と、丹巴県のゲシツァ（中国語版）[注 26]で話される変種（ゲシツァ語）は、相互理解不可能であるとしている[61]。
- トスキャプ語（英語版）（Khroskyabs、Lavrung、ཁྲོ་སྐྱབས khro skyabs、བླ་བྲང bla brang、綽斯甲/绰斯甲 chuò sī jiǎ、拉卜楞 lā bǔ lèng）
  - 推計話者数：10000人弱[62][63]。
  - 金山県のトゥクチェン（中国語版）[注 27]及びウォブジ（中国語版）[注 28]、壤塘県のポスル（中国語版）[注 29]、バルカム市のドンゾン（中国語版）[注 30]及びジョロク村[注 31]で話される[64]。zh:黄布凡や孫天心らがラブラン語（Lavrung）と称している言語を、Lai (2017)ではトスキャプ語（Khroskyabs）と呼び替えている。「ラブラン語」という名称は、黄布凡らの主張[65]と異なり、トスキャプ語の話者に殆ど知られていない[63]。「トスキャプ」は、清代にこの地域を支配したトスキャプ土司に由来する[66]。
- ストゥデ語（Shangzhai、སྟོད་སྡེ stod sde、上寨 shàngzhài）
  - スタウ語（ホルパ語）と共に「ホルパ-ストゥデ語群」(Horpa-Shangzhai)[67]ないし「ホルパ諸語」（Horpa languages）を成す[51][68]。

このうち、狭義の「ギャロン語」（rGyalrong proper）に含まれるのは、スートゥ語、ジャプク語、「ストゥパ語」である。ギョーム・ジャックは、孫天心が「ストゥパ語」と呼んでいる言語のうち、ツォプドゥン語とズブ語（カンサル郷、ズブ郷）も相互理解不可能であると指摘している。Gates (2012) は、小金県、丹巴県、宝興県に居住する33000人ほどの人口が話すギャロン語は、他のギャロン語諸方言とは相互理解が困難であると指摘している。この言語に対する呼称としては、南部中央ギャロン語（South-central）、及び南部ギャロン語（Southern）がある。
Jacques et al. (2017)では、狭義の「ギャロン語」を、中核ギャロン諸語（core Rgyalrong languages）、Lai et al. (2020)では、東ギャロン系諸言語（East Gyalrongic languages）と称している。
ホルパ諸語とトスキャプ語は、東ギャロン系諸言語を含む他のトランス・ヒマラヤ諸語には見られない語彙や文法的特徴を共有している。このため両者は、ギャロン系諸言語の中でも互いに近縁な関係にあると考えられる。Lai et al. (2020)は、ホルパ諸語とトスキャプ語に加えて、かつて西夏を建国したタングートの言語である西夏語を、西ギャロン系諸言語（West Gyalrongic languages）として分類している。Beaudouin (2023ab)は、西夏語をホルパ諸語の一部としている。
西ギャロン系諸言語に共有された語彙的改新の候補としては、以下のものがある。同じギャロン系諸言語でも、ジャプク語を始めとする東部語群では、同根でない形式が使用されている。
| スタウ語 | トスキャプ語 | ジャプク語 | 意味     |
| -------- | ------------ | ---------- | -------- |
| zjar     | sjɑ̂r         | tɯ-sni     | 心臓     |
| mkʰə     | mkʰə́         | tɤ-kʰɯ     | 煙       |
| cʰe      | cʰæ̂          | wxti       | 大きい   |
| ləkʰi    | lækʰí        | qajɣi      | パン     |
| tɕədə    | dʑədə́        | tɤscoz     | 手紙     |
| χpərju   | χpə̂rju       | qale       | 風       |
| tɕədʑa   | dʑədʑɑ́       | tɯ-ndʐi    | 肌       |
| ɣrə      | jdə̂          | tɯ-ci      | 水       |
| zdar     | zdɑ́r         | rɲo        | 経験する |
| ci/ɟi    | ɟê           | tu         | いる     |
| stʰə     | stî          | tu         | ある     |

この他、西ギャロン系諸言語には、主語・目的語ともに三人称の他動詞における順行形の逆行形への合流など、東ギャロン系諸言語には共有されていない文法的改新を複数持つ。
以下ではLai et al. (2020)及びBeaudouin (2023ab)に基づくギャロン系諸言語の系統樹を示す。
- ギャロン系諸言語 Gyalrongic
  - 東ギャロン系諸言語（狭義のギャロン語）
    - スートゥ語 Situ
    - ジャプク語 Japhug
    - ツォプドゥン語 Tshobdun
    - ズブ語 Zbu

  - 西ギャロン系諸言語
    - トスキャプ語 Khroskyabs
    - ホルパ諸語 Horpa
      - スタウ語 Stau
      - ゲシツァ語 Geshiza
      - ストゥデ語 Shangzhai
      - 西夏語

### Sun (2000a, 2000b以前) の分類
孫天心による「ギャロン系諸言語」の提唱以前にも、トスキャプ語やスタウ語のような西ギャロン系諸言語は、ギャロン語の「方言」として見做されることがあった。
東ギャロン系諸言語と西ギャロン系諸言語の類似性は、19世紀イギリスの東洋学者ブライアン・ホートン・ホジソンにより既に認識されていた。
イギリスのチベット学者フレデリック・ウィリアム・トマスは、ギャロン語とスタウ語（Horpa）を、チアン語、プミ語、ナムイ語、アルス語と共に、「西蕃語群」（Hsi-fan group）として分類している。
中国の言語学者孫宏開も、これらの言語をチアン語群（羌语支）に分類している。ただし、孫宏開は西ギャロン系諸言語を「ギャロン語」からは除外している。
一方、台湾の言語学者孫天心は、東ギャロン系諸言語（狭義のギャロン語）とトスキャプ語（ラブラン語）、ホルパ諸語が、トランス・ヒマラヤ語族の他の言語には（殆ど）見られない、以下の形態統語論的特徴を共有していると指摘した。
- 動詞の過去語幹と非過去語幹の交替における、声門閉鎖音の挿入。
- 動詞の過去語幹と非過去語幹の交替における、母音交替。
- 方向接辞の交替における、他動性の関与。

これらの特徴は、ギャロン系諸言語が、チアン語群の中でも特に近縁なことの証左であるという。

### トランス・ヒマラヤ語族における位置
ギャロン系諸言語がトランス・ヒマラヤ語族に属する点は、ホジソン以来の定説となっている。一方、トランス・ヒマラヤ語族の他言語と、ギャロン系諸言語との関係については、不明な点も多い。ギャロン系諸言語がチアン語群、ないしビルマ・チアン語群に所属する点は、ベイズ法を用いたトランス・ヒマラヤ語族の系統学的研究(Sagart et al. 2019, Zhang, Yan & Pan 2019)でも支持されている。
このほか、ロバート・シェイファー（Robert Shafer）は、「ギャロン語支」（Rgyalrong Branch）を、「チベット語支」（Bodish Branch）」、「ツァンラ語支」（Tshangla Branch）、「グルン語支」（Gurung Branch）と共に、シナ・チベット語族の中の「チベット語系」（Bodish Section）に分類している。実際、ギャロン系諸言語の話者は、チベットから多大な文化的影響を受けている。しかし、ギャロン系諸言語とチベット系諸言語の系統的距離は、必ずしも近くないというのが現在の定説である。
複雑な人称の一致体系を持つギャロン系諸言語は、ネパール東部で話されるキランティ諸語、雲南省やミャンマー・カチン州のヌン諸語、インドのヒマーチャル・プラデーシュ州、ウッタラーカンド州及びネパールに分布する西ヒマラヤ諸語といった他のトランス・ヒマラヤ諸語と共に、「ルン諸語」として分類される場合がある。一方、フランスの言語学者ギョーム・ジャックとトマ・ペラールは、「ルン諸語」に共通する語彙的改新が見られないとして、これをひとまとまりの下位語群と見做すことに異議を唱えている。

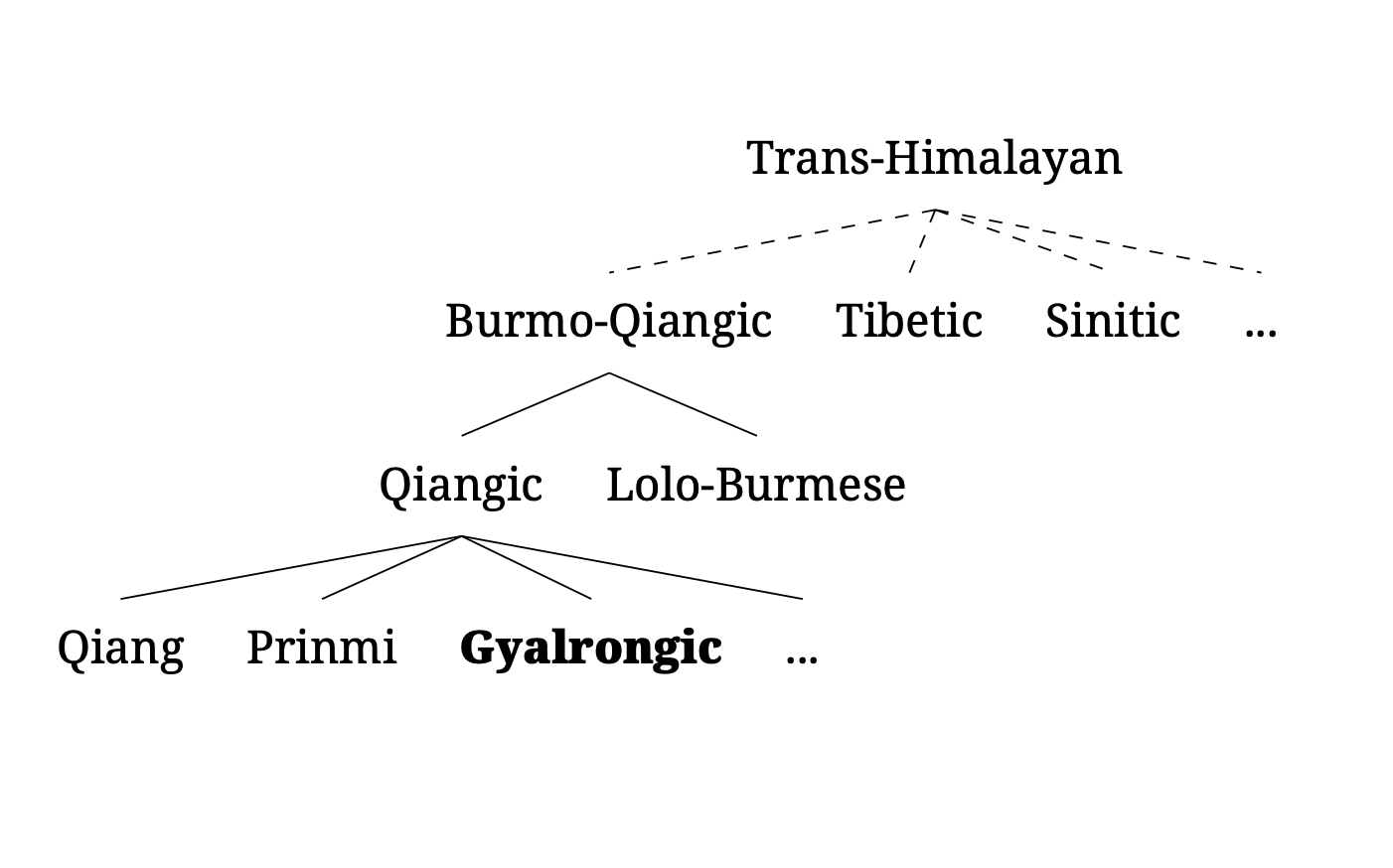
トランス・ヒマラヤ語族におけるギャロン系諸言語の位置

## 社会言語学的状況
四川省北西部のアバ・チベット族チャン族自治州及びカンゼ・チベット族自治州に居住するギャロン系諸言語の話者は、中国の民族識別工作において、チベット族に分類されている。もっとも、中華民国期の漢人は、ギャロン人を単に「ギャロン族」と呼んでいた。「ギャロン人」ないし「ギャロン・チベット族」というアイデンティティは、ギャロン系諸言語を話す全ての人々に共有されているわけではない。とりわけ、西ギャロン系諸言語の話者の大部分は、自らを「ギャロン人」と見做していない。一方、丹巴県南東部に居住するカム・チベット語の話者のように、チベット系諸言語を話す人々が「ギャロン」を自称する場合もある。
ギャロン人の大部分は、チベット人と同様、仏教徒ないしボン教徒である。遊牧民のギャロン人は、ギャロン語のみならずアムド・チベット語を話す者も多い。 チベット語はギャロン人の間での威信が高く、ギャロン語の表記手段としてチベット文字が使用されることもある。ギャロン系諸言語は、チベット語から多くの借用語を取り入れている。そうした借用語には、現代ラサ・チベット語からは消失した子音連結が保たれている。
チベット人はギャロンをチベットの一部と見做しており、そこで話される言語もチベット語の「方言」とされる場合がある。18世紀チベットの学者シトゥ・パンチェンは、古代チベットの文法学者トンミ・サンボータの『三十頌』『性入法』に対する註釈書の中で、上接字や前置字といった「添字」（འཕུལ་རྟེན 'phul rten）の発音が、カム、アムド、そしてギャルモロン（རྒྱལ་མོ་རོང rgyal mo rong）といった地域の「方言」（ཡུལ་སྐད yul skad）に残っていると指摘している。
ཁམས་ཕྱོགས་ཀྱི་མཐའ་ཨ་མདོ་དང་རྒྱལ་མོ་རོང་སོགས་བྱང་ཤར་གྱི་ཆ་རྣམས་སུ་འཁོད་པའི་སྐྱེ་བོ་དག་ལའང་གནའ་བོའ་ིདུས་སུ་བོད་ཡུལ་དབུས་ནས་བྱུང་བའི་ཀློག་ཚུལ་མ་ཉམས་པ་ཡིན་པར་གྲགས་པའི་ཡི་གེ་ཀློག་ཚུལ་དང་། དེ་དག་གི་ཡུལ་སྐད་བཅས་ལའང་གྱོང་ཉམས་ཆེ་ཙམ་ལས་འཕུལ་རྟེན་སོགས་ཀྱི་ཟུར་དག་པར་འདོན་པ་འབྱུང་བར་མངོན་སུམ་གྱིས་གྲུབ་པ་སོགས་ཀྱིས་ཀྱང་མཚོན་ནུས་སོ།
「カム方面の辺境部や、アムド、ギャルモロンなど東北の地域に住んでいる人々の間でも、古代の中央チベットに由来する発音が磨滅していないとされる。[しかし]そうした方言でも、文字の読みの消失や劣化をかなり被っている点が、直接知覚等を通して知ることができる。」
ギャロン系諸言語と接触している言語としては、チベット語の他にも、普通話及び西南官話（四川話）が挙げられる。
以下はスートゥ語キョムキョ方言（Jiǎomùzú）において、日常的に使用される借用語の例である。
| スートゥ語 | 意味   | 古典チベット語（ワイリー方式） | ラサ・チベット語 |
| ---------- | ------ | ------------------------------ | ---------------- |
| mbroŋ      | ノヤク | འབྲོང ‘brong                     | /ʈoŋ˩˨/          |
| blame      | ラマ   | བླ་མ bla ma                     | /la˥˥.ma˥˥/      |
| rgambə     | 箱     | སྒམ sgam                        | /kam˩˨/          |
| rŋamoŋ     | ラクダ | རྔ་མོང rnga mong                 | /ŋa˥˥.moŋ˥˥/     |

| スートゥ語 | 意味     | 中国語（漢語拼音） |
| ---------- | -------- | ------------------ |
| tʂʰaʔ      | 茶       | 茶 chá             |
| hajtsoʔ    | 唐辛子   | 辣椒 làjiāo        |
| pʰisijaŋ   | トランク | 皮箱 píxiāng       |
| jaŋxwo     | マッチ   | 洋火 yánghuǒ       |
| bantəŋ     | ベンチ   | 板凳 bǎndèng       |

## 音韻論
ギャロン系諸言語は、トランス・ヒマラヤ語族の中でも特に複雑な音韻構造を持つ。子音においては一般に40ほどの音素が区別され、子音連結の組み合わせは数百通りにのぼる。一部の言語では声調も区別される。

### 子音
以下では、トスキャプ語ウォブジ方言（Wobzi）の子音音素目録を示す。トスキャプ語ウォブジ方言では42種の子音が音節の初頭に立ちうる。
|          |          | 唇音 | 歯音 | 歯茎音 | 反舌音 | 歯茎硬口蓋音 | 硬口蓋音 | 軟口蓋音 | 口蓋垂音 |
| -------- | -------- | ---- | ---- | ------ | ------ | ------------ | -------- | -------- | -------- |
| 閉鎖音   | 鼻音     | m    | n    |        |        |              | ɲ        | ŋ        | (ɴ)      |
| 閉鎖音   | 有声音   | b    | d    | dz     | dʐ     | dʑ           | ɟ        | g        |          |
| 閉鎖音   | 無声音   | p    | t    | ts     | tʂ     | tɕ           | c        | k        | q        |
| 閉鎖音   | 有気音   | pʰ   | tʰ   | tsʰ    | tʂʰ    | tɕʰ          | cʰ       | kʰ       | qʰ       |
| 継続音   | 有声音   | w    | l    | z      | ʐ      | ʑ            | j, (ɥ)   | ɣ        | ʁ        |
| 継続音   | 無声音   |      | ɬ    | s      | ʂ      | ɕ            | ç        | (x)      | χ        |
| ふるえ音 | ふるえ音 |      | r    |        |        |              |          |          |          |

トスキャプ語ウォブジ方言には、最大で4つの子音からなる子音連結が見られる。以下はそうした子音連結を含む語形の例である。
| 語形   | 意味           |
| ------ | -------------- |
| nɬspâ  | 繰り返す       |
| jnzbə̂v | 膨らませる     |
| çɲstə́m | 縮める         |
| ʁlzɟə́r | 変化させられる |

子音連結はチベット語からの借用語においても見られる。例えば、fslɑ́「学ぶ」はチベット語のབསླབ་ bslabに由来する（現代ラサ・チベット語では/lap˥/）。
一方、トスキャプ語ウォブジ方言において、音節末に現れる子音は、-m , -v , -t , -n , -l , -r , -j, -ɣ, -ŋの9つのみである。

### 声調
トスキャプ語やスートゥ語、ツォプドゥン語やズブ語では声調の区別が見られるが、ジャプク語やスタウ語には存在しない。

## 形態統語論

### 名詞句の構造
ギャロン系諸言語の名詞句において、形容詞や数詞、類別詞、指示詞といった要素は、主要部となる名詞の後方に現れる。以下のスタウ語の文は、形容詞、数詞、類別詞を全て含む名詞句が主語となっている。
mbroˠcʰə
牧畜犬
ke
とても
cʰe
大きい
ə-lɞ
一-CLF
ci-rə
いる:ANIM-sens
「一匹のとても大きな牧畜犬がいた。」
スタウ語の名詞句にはさらに、-w（能格）, -j（属格）, -kʰa（具格）, -gi（与格）, -tɕʰa（処格）, -ʁa（向格）, -pʰa（共格）といった格の標識が後続しうる。

### 動詞の構造
ギャロン系諸言語の動詞には、主語や目的語、及び逆行態を表す接辞が付く（後述）。それに加えて、方向接辞（後述）や否定、疑問、名詞化、ヴォイスを表す接辞も付く。
東ギャロン系諸言語では一般的に、動詞の屈折接頭辞の順序が以下のようになっている。
| 1               | 2    | 3    |      |
| --------------- | ---- | ---- | ---- |
| 疑問/モダリティ | 否定 | 方向 | 動詞 |

一方、西ギャロン系諸言語では、方向接辞が疑問接辞・否定接辞よりも前に現れる。
| 1    | 2               | 3    | 4            |      |
| ---- | --------------- | ---- | ------------ | ---- |
| 方向 | 疑問/モダリティ | 否定 | (モダリティ) | 動詞 |

なお、動詞は原則として文の末尾に現れる。ギャロン系諸言語の基本語順はSOV型である。

### 時制
ギャロン系諸言語の動詞は、時制に応じて、異なる語幹が使用される。
孫天心は、声門閉鎖音の添加・削除、ないし声調の交替による非過去語幹と過去語幹の交替が、狭義のギャロン諸語（rGyalrong proper）と、トスキャプ語（Lavrung）、ホルパ諸語（Horpa-Shangzai）に共通して見られると指摘した。以下の表は、ツォプドゥン語（Caodeng）、トスキャプ語ドンソン方言（Mu’erzong）、ストゥデ語ポスル方言（Puxi）における同源動詞の交替を示したものである。表中の動詞では、非過去語幹と過去語幹が、末尾における声門閉鎖音ʔの有無（ツォプドゥン語、トスキャプ語）、または声調の高低（ストゥデ語、低成長は母音の下に ̠を添えて表記）によって区別されている。
| Caodeng | Caodeng | Mu’erzong | Mu’erzong | Puxi   | Puxi  |              |
| 非過去  | 過去    | 非過去    | 過去      | 非過去 | 過去  | 意味         |
| ------- | ------- | --------- | --------- | ------ | ----- | ------------ |
| fsɐ     | fseʔ    | fsə       | fsəʔ      | fsi    | fsʰi̠  | 研ぐ         |
| ʒⁿbriʔ  | ʒⁿbri   | zbreʔ     | zbre      | zbrə̠   | zbrə  | 音を出す     |
| teʔ     | te      | deʔ       | de        | tʰə̠    | tə    | 置く         |
| ⁿdze    | ⁿdzeʔ   | dzeʔ      | dzi       | dzə    | dzə̠   | 食べる       |
| sqɐ     | sqɐʔ    | sɣiʔ      | sɣi       | zʁə    | zʁə̠   | 茹でる       |
| rŋi     | rŋiʔ    | rŋiʔ      | rŋi       | rŋə    | rŋə̠   | 借りる       |
| mtiʔ    | mti     | vde       | vdeʔ      | ri̠     | ri    | 見る         |
| ⁿbriʔ   | ⁿbri    | bre       | breʔ      | bri̠    | bri   | 高い         |
| spuʔ    | spu     | spua      | spuaʔ     | spu    | spʰu̠  | がっちりした |
| ⁿdʒwiʔ  | ⁿdʒwi   | dʒə       | dʒəʔ      | dʒvəʷ  | dʒvə̠ʷ | 溶ける       |
| χtu     | χtuʔ    | ɣdəʔ      | ɣdə       | ndʐə̠ʷ  | ndʐəʷ | 買う         |
| ftʃosʔ  | ftʃos   | rtsæʔ     | rtsæ      | ftʃəɤ  | ftʃə̠ɤ | 去勢する     |

一部の動詞では、母音交替も語幹の区別に関わっている。以下はツォプドゥン語（Caodeng）、トスキャプ語ドンソン方言（Mu’erzong）、ズブ語（Ribu）の例である。
| Caodeng | Caodeng | Mu’erzong | Mu’erzong | Zbu     | Zbu     |        |
| 非過去  | 過去    | 非過去    | 過去      | 非過去  | 過去    | 意味   |
| ------- | ------- | --------- | --------- | ------- | ------- | ------ |
| ntsrəvʔ | ntsrəv  | ⁿdzrʌvʔ   | ⁿdzrov    | ntsʰrōv | ntsʰrūv | 吸う   |
| ́ rwet   | rwet    | rɤʌtʔ     | rɣət      | rgwìt   | rgwə̄t   | 尋ねる |
| ́ ret    | ret     | rʌtʔ      | ret       | rèt     | rìt     | 書く   |

トランス・ヒマラヤ語族（シナ・チベット語族）において、動詞語幹の母音交替は、チアン語群やクキ・チン諸語、チベット語にも見られる。しかし、孫天心によると、母音交替はこれらの言語の共通祖先に由来するものではないという。

### 方向接辞
トランス・ヒマラヤ語族（シナ・チベット語族）の言語にはしばしば、動詞に付いて動作の方向や様態を表す方向接辞が見られる。この点はギャロン系諸言語を含むチアン語群に関しても例外でない。なお、方向接辞は時制やアスペクト、モダリティや証拠性を標示する機能も持つ。
ギャロン系諸言語が他のチアン語群と異なるのは、方向接辞における母音交替の存在である。孫天心は、方向接辞の母音交替による他動性の標示が、ツォプドゥン語（Caodeng）とトスキャプ語ドンゾン方言（Mu’erzong）に共通して見られると指摘している。
ギャロン系諸言語において、動詞の完結形及び命令形には、必ず方向接辞が現れる。ツォプドゥン語とトスキャプ語ドンゾン方言では、（垂直軸の）上方・下方・（河川の）上流・下流・（方角上の）東方・西方という6つの方向が文法的に区別される。以下の表は、トスキャプ語ドンソン方言の方向接辞の一覧である。一部の接辞では、主語が三人称の他動詞に付く場合、母音ʌ-がə-と交替する。
| 上方 | 下方 | 上流 | 下流 | 東方 | 西方 |
| ---- | ---- | ---- | ---- | ---- | ---- |
| ʌ-   | nʌ-  | lʌ-  | və-  | kʌ-  | nə-  |
| ə-   | nə-  | lə-  | və-  | kə-  | nə-  |

トスキャプ語ドンゾン方言において、方向接辞が自動詞に付く場合、主語の人称にかかわらず、母音の交替は起こらない。以下の例では、方向接辞nʌ-が動作の完結を表している。
ŋə
1SG
nʌ-mo-ŋ
PFV-空腹だ:PAST-1SG
「私はお腹が空いた。」
niʔ
2SG
nʌ-fə-mo-n
PFV-q-空腹だ:PAST-2SG
「お前はお腹が空いたか？」
ʌtə
3SG
nʌ-mo
PFV-空腹だ:PAST
「彼はお腹が空いたんだ」
しかし、他動詞で主語が三人称となる場合は、nʌ-でなくnə-が用いられる。
ŋə
1SG
smən
薬
nʌ-ftsʰoʔ-ŋ
PFV-煎じる:PAST-1SG
「私は薬を煎じた。」
xsnəsʔ
昨日
niʔ
2SG
smən
薬
nʌ-ftsʰoʔ-n
PFV-煎じる:PAST-2SG
wa
sfp
「昨日、お前は薬を煎じただろ。」
ʌtə-ɣə
3SG-ERG
smən
薬
nə-ftsʰoʔ
PFV-煎じる:PAST
「彼は薬を煎じた。」
方向接辞における同様の対立は、ツォプドゥン語にも存在する。
ɐɟiʔ
1SG
tʃeʔ
茶
nə-tʰi-aŋ
PFV-飲む:PAST-1SG
「私はお茶を飲んだ。」
sonɐm
ソナム（人名）
tʃeʔ
茶
ne-tʰi-cə
PFV-飲む:PAST-ev
「ソナムはお茶を飲んだ。」
孫天心によると、こうした方向接辞の母音交替は、トランス・ヒマラヤ語族の中でギャロン系諸言語のみに見られる改新である。

### 人称
ギャロン系諸言語の他動詞においては、「一人称、二人称＞三人称」という人称階層において、被動作者項が動作者項を上回った場合、人称接辞に加えて、逆行態を表す接頭辞が現れる。ただし、東ギャロン系諸言語と西ギャロン系諸言語とでは、逆行態の現れる環境が若干異なる。
動作者項と被動作者項が共に三人称だった場合、東ギャロン系諸言語においては、指示対象の近接性（proximate/obviative）に応じて、逆行態を表す接頭辞が現れる。すなわち、動作主項が有情名詞であったり文の話題であったりする場合、逆行態の接頭辞は用いられない（順行態）。逆に、被動作者項がそうである場合、動詞は逆行態となる。
以下はズブ語の例である。動作主項が「タシ（人名）」、被動作主項が「石」となる文は対照的に、動作主項が「石」、被動作主項が「タシ（人名）」となる文では、逆行態接頭辞wə-が動詞に現れる。
tʂɐɕî
タシ（人名）
kə
ERG
skutseʔ
石
nɐ-ɐ-tɕʰóv
AOR-dir-砕くii
ki
nonego
「タシが石を砕いた。」
tʂɐɕî
タシ（人名）
skutseʔ
石
kə
ERG
tə-wə-xsə̂v
AOR-inv-打つii
ki
nonego
「石がタシに当たった。」
一方、西ギャロン系諸言語では順行態と逆行態の区別が消失し、動作者項と被動作者項が共に三人称となる他動詞には、常に逆行態接頭辞が現れる。
以下はトスキャプ語斯躍武方言（Siyuewu）の例である。指示対象の近接性とは無関係に、逆行態の方向接頭辞（a-, nu-）が使用されている点が窺える。
stæ̂ʁ=tə=ɣə
虎=def=ERG
χɕí
草
ɑ-dzíd=tsʰi
PAST.inv-食べるii=ifr
「虎が草を食べた！」
sæqé=ɣə
切り株=ERG
ɣlé
うさぎ
nu-scə́r
PFV.inv-怖がらせるii
「切り株がうさぎを怖がらせた。」